# アーノルド・ライセルト
カール・アーノルド・ライセルト（Karl Arnold Reissert、1860年10月25日東プロイセンPowayen生、1945年11月21日マールブルク没）は、ドイツの化学者であった。

## 生涯と研究
ライセルトは化学を学び、1884年にベルリンでフェルディナント・ティーマンの指導の下で学位を取得した。1888年、ベルリンで講師として働き始めた。
1902年、ライセルトはマールブルク大学の教授となり、自身の名前を冠したニトロトルエンとジエチルシュウ酸からのインドール合成法を開発した。加えて、ライセルト反応が彼の名前に因む。ライセルトはドイツ化学会（DChG）の会員であり、Berichte der Deutschen Chemischen Gesellschaft zu Berlinの編集者を務めた。
ライセルトはJulie Levy（ベルリンの同化したユダヤ人家系の出身）と結婚した。Julieの兄弟のヘルマン・レヴィはハイデルベルクとベルリンの経済学の教授であった。

## 栄誉
1913年、ライセルトはドイツ国立科学アカデミー・レオポルディーナの会員に選出された。